# Eduard Prokosch
Eduard Prokosch (Cheb, 15 mei 1876 –  New Haven (Connecticut), 11 augustus 1938) was een Tsjechisch taalkundige die zich gespecialiseerd had in Indo-Europese talen.
Hij was de vader van schrijver en dichter Frederic Prokosch.
- Gemeinsame Normdatei: 116304782
- International Standard Name Identifier: 0000 0001 0959 6400
- Library of Congress Control Number: n87101087
- Nationale Bibliotheek van Tsjechië: mzk2015859050
- Nationale Bibliotheek van Israël: 987007450025605171
- Nederlandse Thesaurus van Auteursnamen: 070997977
- Istituto Centrale per il Catalogo Unico: PALV009646
- SNAC: w6ps04ff
- Système universitaire de documentation: 128506164
- Virtual International Authority File: 22523613
- WorldCat: E39PBJmxWfxbP9cF4d3V9DXyBP